# Kirovskaja (metrostation Samara)
Kirovskaja (Russisch: Кировская) is een station van de metro van Samara. Het station werd geopend op 26 december 1987 als onderdeel van de eerste metrolijn in de stad. Het metrostation bevindt zich in het oosten van Samara, onder de Kirovski Prospekt (Kirovlaan), waarnaar het genoemd is. Naast station Kirovskaja ligt het spoorwegstation Pjatiletki ("Vijfjarenplan"), waar op voorstadstreinen (elektritsjka's) kan worden overgestapt.
Het station is ondiep gelegen en beschikt over een perronhal met een gewelfd plafond. De wanden langs de sporen zijn bekleed met tegels van geel marmer, de verlichting is aangebracht in openingen in het dak. Aan het westelijke uiteinde van het perron, boven de uitgang, is een roodstenen haut-reliëf aangebracht dat de arbeid van de Sovjetburger uitbeeldt. Aanvankelijk was er ook aan de oostzijde van het station een uitgang, die leidde naar het enige bovengrondse toegangsgebouw van de metro van Samara. Deze uitgang is echter niet meer in gebruik en in het gebouw is tegenwoordig een klein winkelcentrum gevestigd.
Ten oosten van station Kirovskaja is een aftakking gepland naar het nieuwe station Krylja Sovetov. Na de ingebruikname van deze tak zullen de treinen om en om Joengorodok en Krylja Sovetov als eindpunt hebben.